# His Wife's Friend (film 1919)
His Wife's Friend è un film muto del 1919 diretto da Joseph De Grasse, sotto la supervisione di Thomas H. Ince.

## Trama
Moglie infelice di Sir Robert Grimwood, un anziano baronetto inglese la cui unica passione sono gli scacchi, Lady Marion cerca conforto nella venuta di John Heritage, un vecchio spasimante. Quando però l'amico riparte, nel lago viene trovato il cadavere di Grimwood. Una lettera, che giunge nelle mani di Marion, rivela che il baronetto si è suicidato a causa sua, per la sua relazione con Heritage.
Lord Waverly, il proprietario di una tenuta adiacente, incarica un suo servo cinese di impossessarsi del biglietto e poi minaccia Marion di renderlo pubblico, additandola così al disprezzo pubblico a causa dallo scandalo che ne deriverebbe. Marion si reca all'appuntamento con Waverly. Il signorotto la aggredisce e lei si salva solo per il provvido intervento di Heritage, corso in suo aiuto. Waverly, in preda a uno strano stordimento, precipita in un burrone.
Heritage, cercando di scoprire la verità su quelle strane morti, deduce che il colpevole sia Ling Foo, il servo cinese, che aveva giurato di vendicare la morte di suo figlio uccidendo Grimwood. Ora Marion può finalmente bruciare il biglietto compromettente, ultima barriera che le si pone ancora davanti, tra lei e un felice futuro con Heritage.

## Produzione
Il film fu prodotto dalla Thomas H. Ince Productions.

## Distribuzione
Distribuito dalla Paramount Pictures (con il nome Famous Players-Lasky Corporation), il film uscì nelle sale cinematografiche degli Stati Uniti il 21 dicembre 1919.